# Aïn El Kebira
Aïn El Kebira (em árabe: عين الكبيرة), anteriormente Périgotville, é uma comuna localizada na província de Sétif, Argélia. Sua população estimada em 2008 era de 36 295 habitantes.